# Michy Batshuayi
Michy Batshuayi (n. 2 octombrie 1993, Brussel, Comunitatea Francofonă din Belgia⁠(d), Belgia) este un fotbalist belgian, care joacă pe post de atacant la Eintracht Frankfurt în Bundesliga. Pe plan internațional, are prezențe la națională pentru Belgia și Belgia U21⁠(d). Batshuayi este fratele fotbalistului Aaron Leya Iseka.